# Венді Шеффер
Венді Шеффер (англ. Wendy Schaeffer, 16 вересня 1974) — австралійська вершниця.
Олімпійська чемпіонка 1996 року в командному триборстві.